# Serjania pluvialiflorens
Serjania pluvialiflorens är en kinesträdsväxtart som beskrevs av T.B. Croat. Serjania pluvialiflorens ingår i släktet Serjania och familjen kinesträdsväxter. Inga underarter finns listade i Catalogue of Life.